# Craspedoplax variabilis
Craspedoplax variabilis is een keverslakkensoort uit de familie van de Acanthochitonidae. De wetenschappelijke naam van de soort is voor het eerst geldig gepubliceerd in 1864 door H. Adams & Angas.